# Karlplatz (Berlin-Mitte)

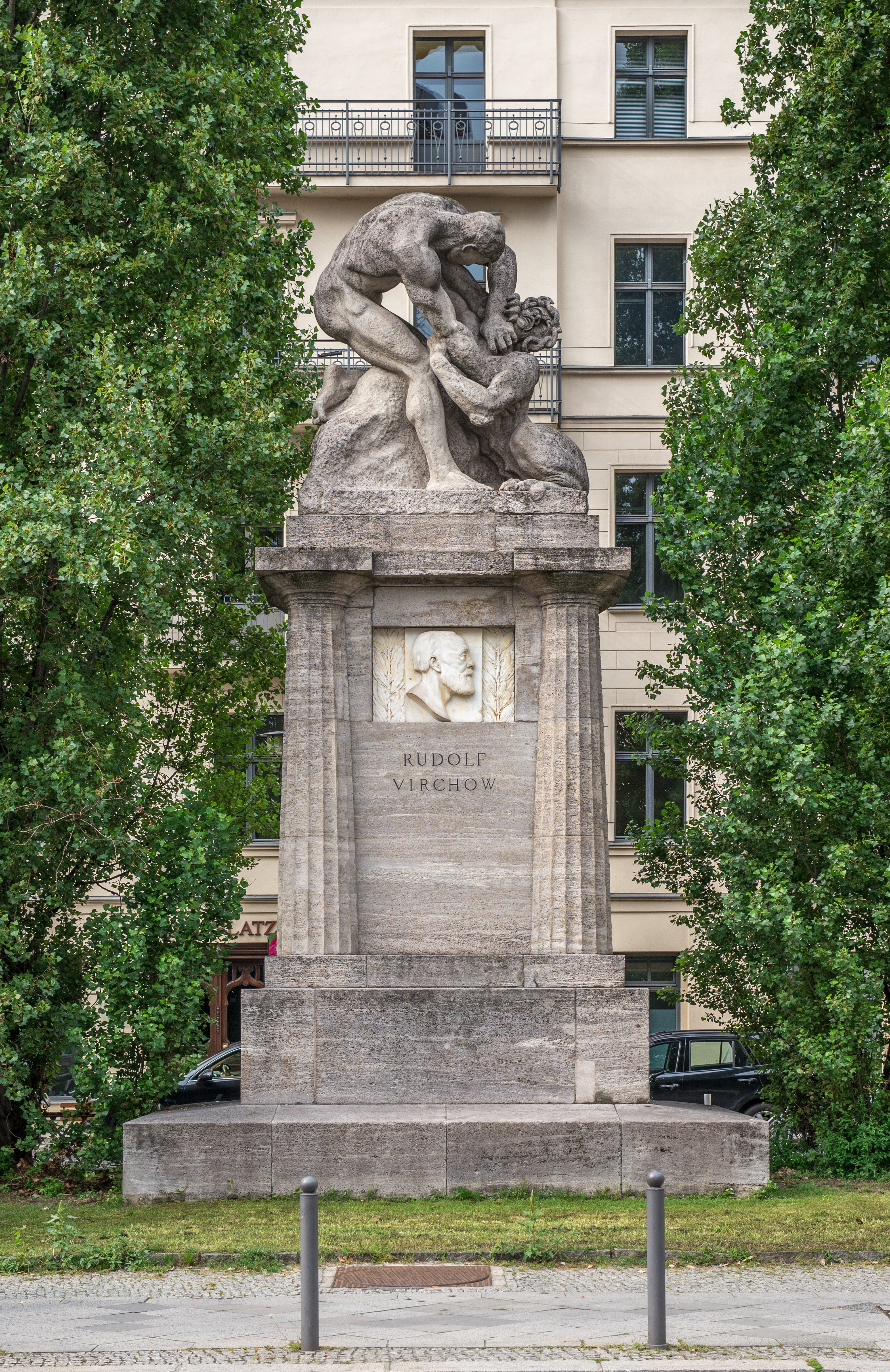
Das Rudolf-Virchow-Denkmal auf dem Karlplatz

Der Karlplatz ist ein städtischer Platz im Berliner Ortsteil Mitte zwischen Charitéstraße, Luisenstraße und Reinhardtstraße. Namensgeber war Prinz Carl von Preußen, ein Bruder Kaiser Wilhelms I., General der Infanterie und erster Herrenmeister des 1852 wiederhergestellten Johanniterordens mit Residenz in seinem Palais am Berliner Wilhelmplatz und in Schloss Glienicke, mit dessen Ausbau er Karl Friedrich Schinkel beauftragt hatte.

## Geschichte
Der Platz wurde bei der Anlage und Bebauung der Äußeren Friedrich-Wilhelm-Stadt in der ersten Hälfte des 19. Jahrhunderts in der seitdem gültigen Form angelegt. Postalisch (mit Anwohnern) wurde er erstmals 1897 erwähnt, 1906 ist er auch im Berliner Stadtplan eingetragen. Direkt auf dem Platz steht ein denkmalgeschütztes Monument für Rudolf Virchow, das vom Bildhauer Fritz Klimsch von 1906 bis 1910 geschaffen wurde. Ein 1893 als Hotel errichtetes Gebäude (Hausnummer 7) steht ebenfalls in der Denkmalliste. Ein nördlich des Platzes stehendes Wohnhaus aus dem Jahr 1830 (Luisenstraße 14/15 Ecke Schumannstraße 3) diente zwischen 1949 und 1964 als Botschaft der Volksrepublik Polen in der DDR, bevor diese einen Neubau Unter den Linden bezog.

## Gedicht

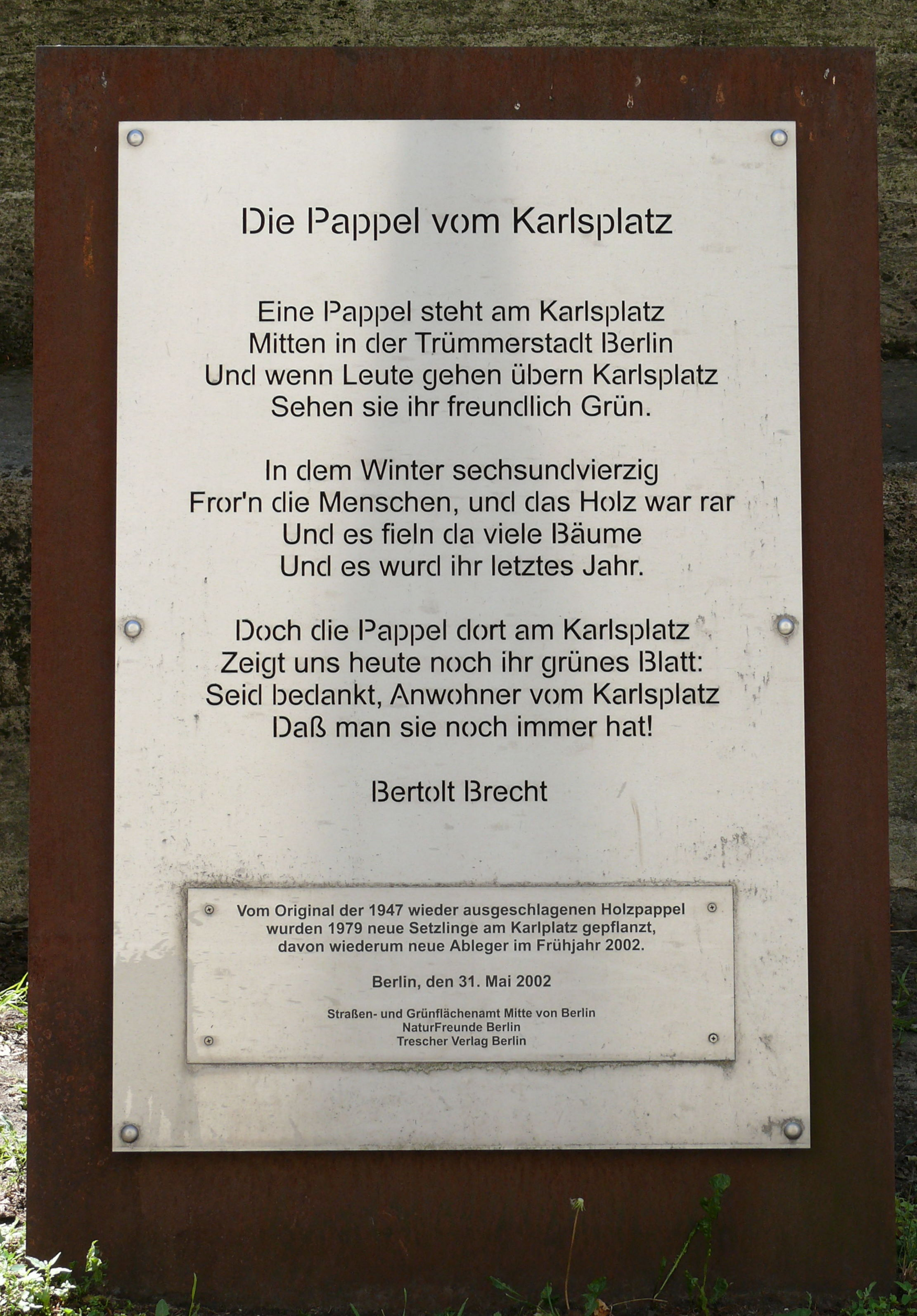
Bertolt Brechts Gedicht Die Pappel vom Karl(s)Platz

Der Platz erlangte durch Bertolt Brechts Gedicht Die Pappel vom Karl(s)Platz aus dem Jahr 1950 über Berlin hinaus Bekanntheit: „Eine Pappel steht am Karlsplatz mitten in der Trümmerstadt Berlin, und wenn Leute gehen übern Karlsplatz, sehen sie ihr freundlich Grün …“. Brechts Verse halfen, die Abholzung des Baumes im Winter 1946 zu verhindern. Diesem Vorgang ist eine Edelstahl-Gedenktafel gewidmet, die im Boden hinter dem Virchow-Denkmal eingelassen wurde.